# Orobanche rapum-genistae
Orobanche rapum-genistae é uma espécie de planta com flor pertencente à família Orobanchaceae. 
A autoridade científica da espécie é Thuill., tendo sido publicada em Fl. Env. Paris ed. 2 317 (1799).
Os seus nomes comuns são erva-toira-grande, erva-toira-maior, erva-toira-maior-folhosa, genistão, rabo-de-raposa ou rabo-de-zorra.

## Portugal
Trata-se de uma espécie presente no território português, nomeadamente em Portugal Continental.
Em termos de naturalidade é nativa da região atrás indicada.

## Protecção
Não se encontra protegida por legislação portuguesa ou da Comunidade Europeia.